# Montoneros Soldados de Perón
Montoneros Soldados de Perón, habitualmente conocida como la JP Lealtad,  fue una organización peronista de Argentina surgida formalmente en marzo de 1974, aunque informalmente ya se había comenzado a conformar durante el segundo semestre de 1973. Se trató de una escisión de la organización guerrillera Montoneros, desencadenada a partir del asesinato del sindicalista José Ignacio Rucci, que llevó a una confrontación creciente de Montoneros con Juan D. Perón y el resto del Movimiento Peronista. Montoneros Soldados de Perón propuso mantenerse bajo el liderazgo de Perón y dentro del Movimiento Peronista. 
Montoneros Soldados de Perón adoptó el mismo esquema organizativo que tenía Montoneros, estableciendo los mismos frentes de masas con el agregado de la palabra "Lealtad": Juventud Peronista Lealtad (JP Lealtad), Unión de Estudiantes Secundarios Lealtad (UES Lealtad), la Juventud Universitaria Lealtad (JUP Lealtad) y la Juventud Trabajadora Peronista Lealtad (JTP Lealtad). Tuvo actuación en Capital Federal, provincia de Buenos Aires, Santa Fe, Corrientes, Neuquén y algunas otras ciudades del sur. Entre sus dirigentes, estuvieron Eduardo Moreno, Alejandro Peyrou, Enrique Padilla, Nicolás Giménez, Norberto Ivancich, Ernesto Villanueva, Jorge Obeid, Patricio Jeanmaire, los sacerdotes Jorge Galli y Jorge Goñi, Horacio González, Edmundo González, José R. Canalls, Ricardo Gómez, Mario Maidovani, Norberto Ivancich, Mario Cisneros, Enrique H. Vallejos, Roberto Hyon y Víctor Espinosa.
Su órgano de prensa fue la revista Movimiento.

## Historia
Montoneros Soldados de Perón comenzó a conformarse durante el segundo semestre de 1973, luego del asesinato de Rucci el 25 de septiembre que, aunque no fue reconocido oficialmente por ninguna organización, en los hechos hubo un amplio convencimiento en todos los sectores de que había sido cometido por las FAR o Montoneros o por ambas, pocos días antes de fusionarse.
Montoneros había aparecido en 1970 para combatir la dictadura entonces reinante y formó parte de un amplio movimiento insurreccional, de características populares, que logró que Perón pudiera volver a la Argentina y se convocara a elecciones libres luego de 18 años, el 11 de septiembre de 1973. El gobierno democrático resultante tuvo como primer presidente a Héctor J. Cámpora, quien renunció a los pocos días para que Perón pudiera presentarse como candidato, algo que la dictadura no había permitido. Perón ganó las elecciones con un abrumador 61,86% de los votos el 23 de septiembre de 1973, pero dos días después un comando no identificado asesinó a José Ignacio Rucci, secretario general de la Confederación General de Trabajo y mano estratégica de Perón, en el equilibrio de fuerzas que impulsaba en ese momento. 
Lo cierto es que el asesinato de Rucci produjo el alejamiento de muchos militantes y simpatizantes de Montoneros. La manifestación más evidente de ese hecho fue la separación que produjo el nacimiento de la organización Montoneros Soldados de Perón, más conocida como JP Lealtad -que reconocía como único liderazgo el de Perón, que comenzó en ese momento y se formalizaría en marzo de 1974.
La JP Lealtad no pudo canalizar la masificación que Montoneros había logrado en 1972/1973, pero expresó el deseo de muchos jóvenes revolucionarios de transitar un proceso de transformaciones en paz y en democracia, evitando tomar el camino de violencia política creciente que había abierto el asesinato de Rucci. Aldo Duzdevich, uno de los montoneros que fundó la JP Lealtad y autor de uno de los pocos trabajos que han estudiado aquel cisma, señala en una entrevista que la separación "le salvó la vida". Duzdevich llega a comparar a la conducción de Montoneros de ese momento con el flautista de Hamelín:

Realmente muchos de nosotros que en ese momento podríamos haber seguido el camino detrás del Flautista de Hamelin, que se llamaba Mario Firmenich, no lo seguimos; seguimos a otros compañeros y eso permitió que hoy estemos aquí. En ese momento salvar vidas no representaba algo que se asociara al mérito sino, más bien, era condenado como un acto de cobardía. Parecía que la revolución exigía la mayor entrega de sangre que fuera posible.
Aldo Duzdevich